# Prosopis koelziana
Prosopis koelziana är en ärtväxtart som beskrevs av Arturo Erhardo Erardo Burkart. Prosopis koelziana ingår i släktet Prosopis och familjen ärtväxter. Inga underarter finns listade i Catalogue of Life.